# بوابة (المطار)
البوابة هي منطقة في مبنى المطار تتحكم في الوصول إلى طائرة ركاب. في حين أن المواصفات الدقيقة تختلف من مطار إلى آخر ومن بلد إلى آخر، فإن معظم البوابات تتكون من منطقة انتظار جلوس، ومنضدة ومدخل يؤدي إلى الطائرة. عادةً تكون البوابة مجاورة للمنصة المتوقفة بها الطائرة، وهي عبارة عن بوابة اتصال، توفر الوصول عن طريق جسر إركاب، أو بوابة أرضية، مما يوفر مسارًا للركاب لمغادرة المبنى للصعود إلى الطائرة عبر سلالم متحركة أو سلالم مبنية في الطائرة نفسها. تخدم البوابة البعيدة موقف الطائرة بعيدًا، مما يوفر الوصول إلى وسائل النقل البري لنقل الركاب بين البوابة والموقف، حيث يصعدون عبر السلالم.
تتوافق كل بوابة بشكل نموذجي مع موقف واحد لوقوف السيارات في ساحة انتظار المطار. قد يكون للبوابة التي توفر الوصول إلى منصات متعددة مداخل مخصصة منفصلة - تسمى أحيانًا بوابات فرعية - لكل جناح. تحتوي مدرجات المطارات التجارية على مكونات جانبية لتسهيل صعود الركاب على متن الطائرة والمناولة الأرضية للطائرات.
بينما يشير مصطلح البوابة على وجه التحديد إلى نقطة وصول الركاب فقط، وتسمى المنطقة التي تقف فيها الطائرة نفسها موقفًا للطائرة، في طيران الركاب التجاري، يُستخدم مصطلح البوابة أيضًا للإشارة إلى البوابة ومنصة وقوف الطائرة معًا كمنطقة واحدة.

## ضبط الجمارك والهجرة

### الولايات المتحدة
في معظم البوابات الداخلية، يربط مدخل واحد منطقة انتظار الركاب بالجسر النفاث. البوابات الدولية لها مدخل ثان يؤدي إلى الجمارك. للقادمين الدوليين من المطارات بدون تصريح مسبق، يتم إغلاق الباب المؤدي إلى منطقة الانتظار ويتم توجيه الركاب عبر المدخل الثاني إلى الجمارك.

## حسور وسلالم الإركاب
قبل عصر جسر إركاب أو الممر النفاث، صعد ركاب الخطوط الجوية إلى الطائرة من مستوى الأرض عبر مهبط الطائرات. إذا كان الركاب في البداية في الداخل، فإنهم سيخرجون من منطقة الانتظار من خلال باب إلى الخارج ثم يتوجه الركاب إلى مهبط الطائرات المؤدي إلى باب الطائرة. لا تزال هذه الطريقة مستخدمة للصعود إلى الطائرات الصغيرة أو الصعود في المطارات الأصغر.

## ملكية
المعدات هي إما ملكية المطار أو شركة طيران، وفي معظم الحالات تعتبر بنية تحتية للمطارات.

## صالة عرض الصور

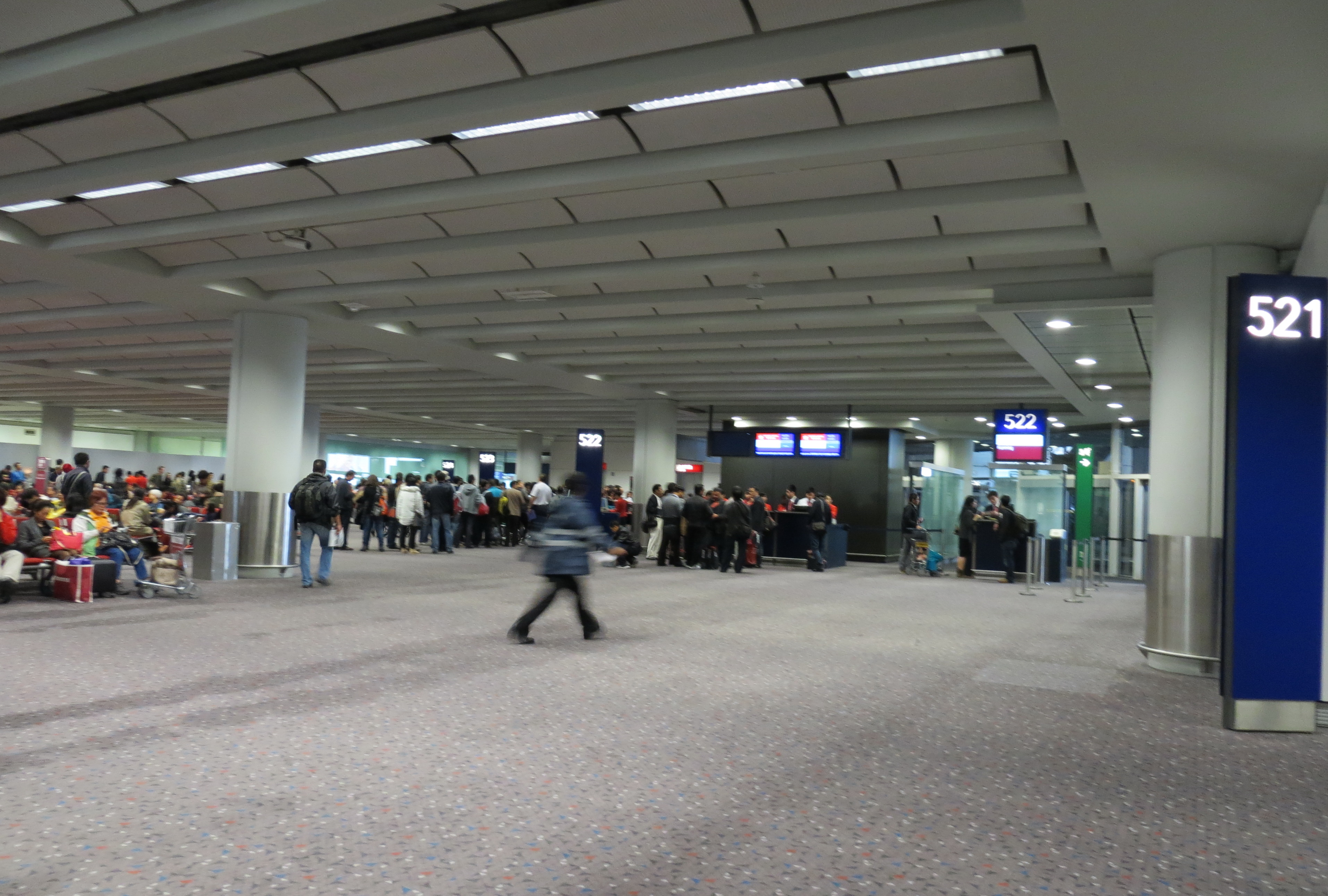
بوابة 521 و 522 في مطار هونغ كونغ الدولي
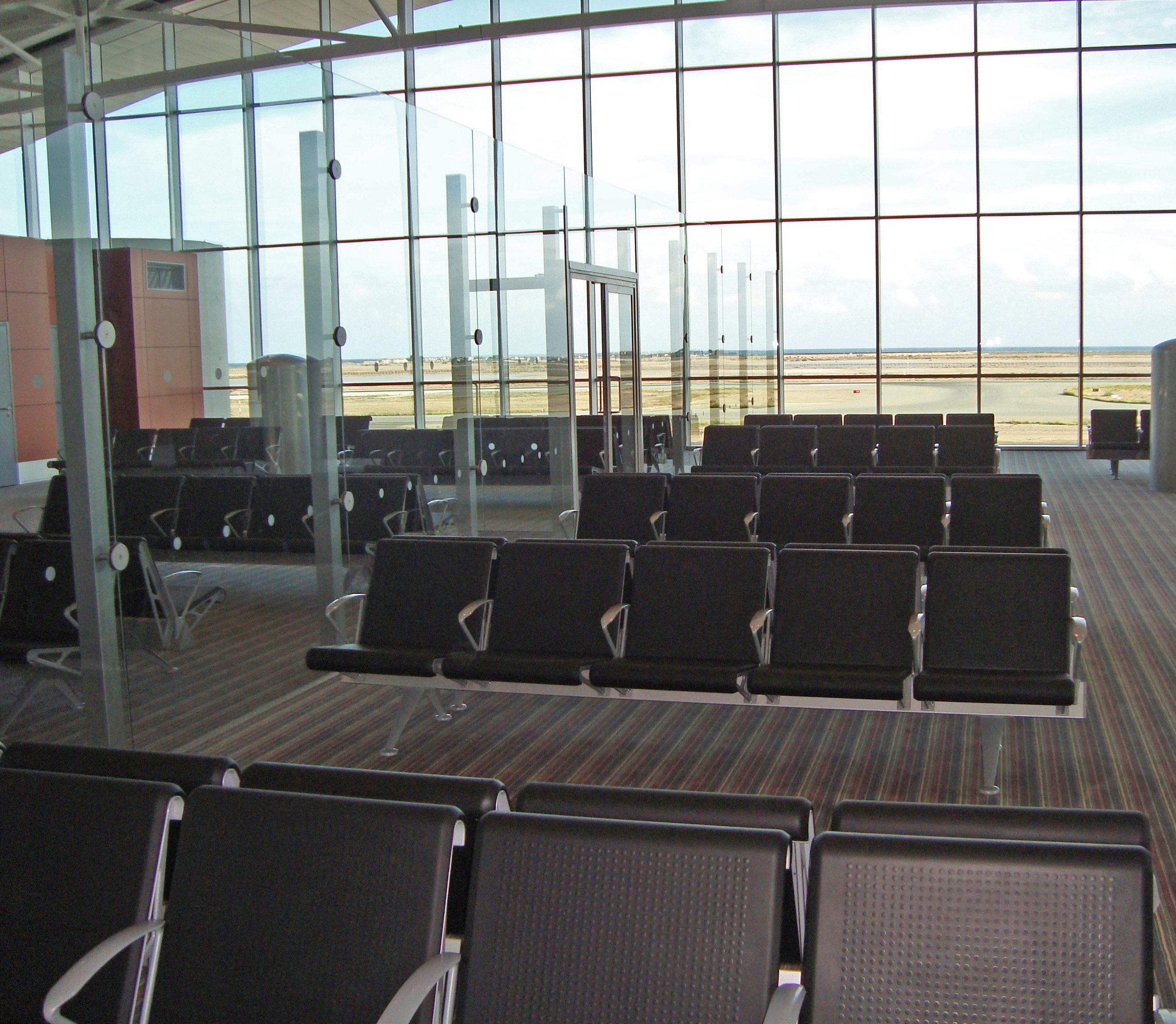
بوابة في مطار لارنكا الدولي
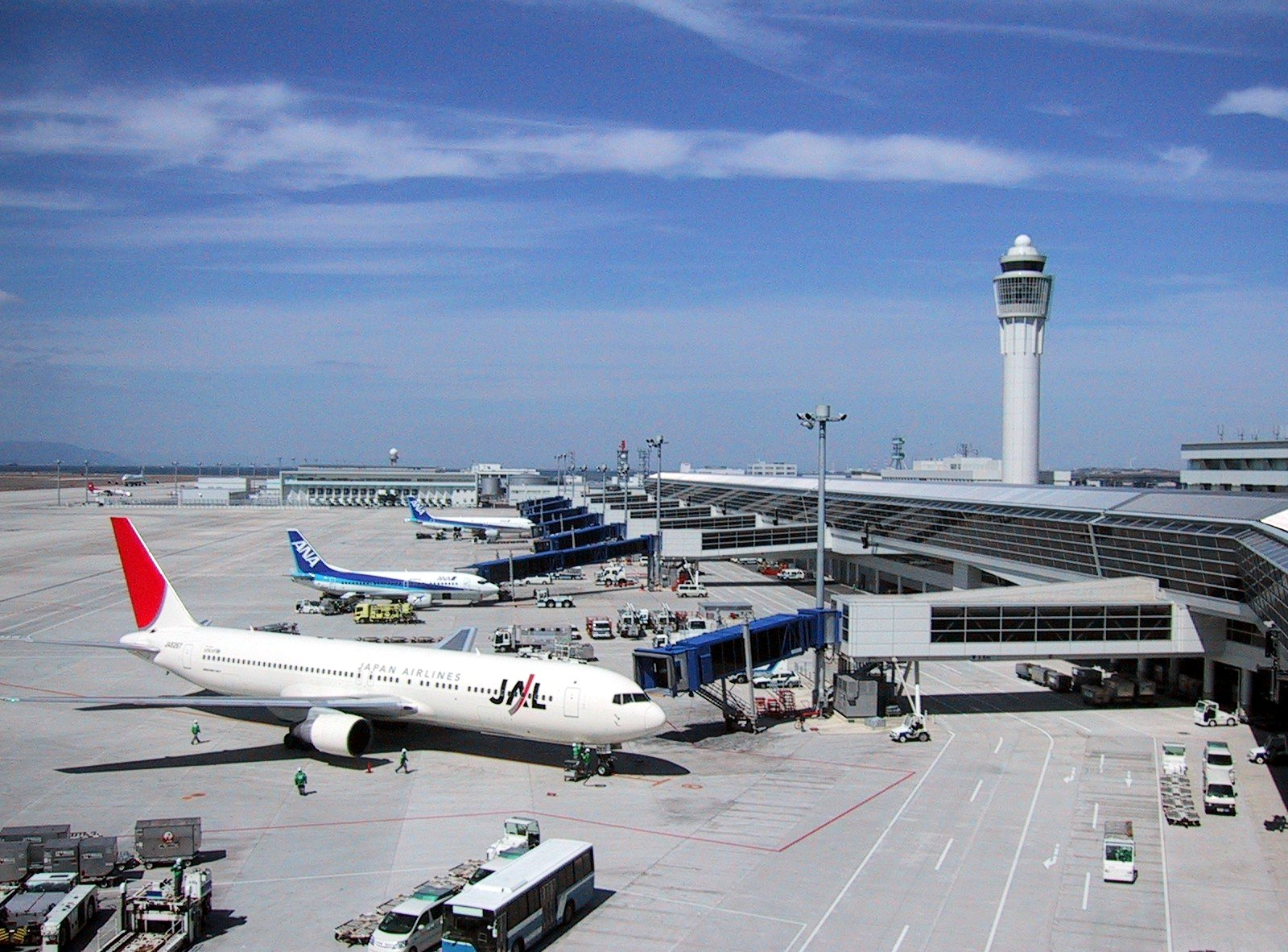
بوابات في مطار تشوبو سنترير الدولي
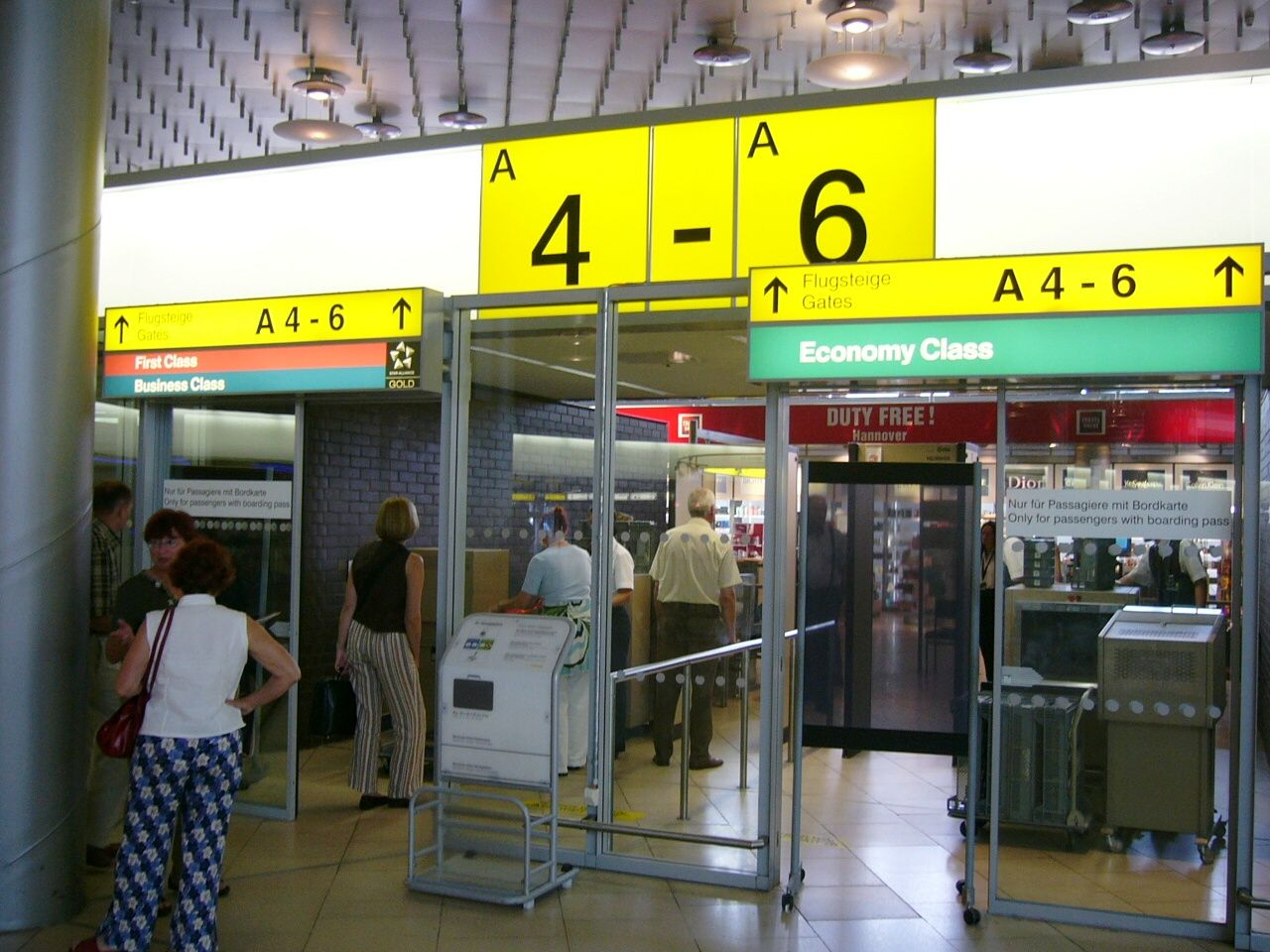
مدخل بوابات مطار هانوفر / لانجنهاجن الدولي
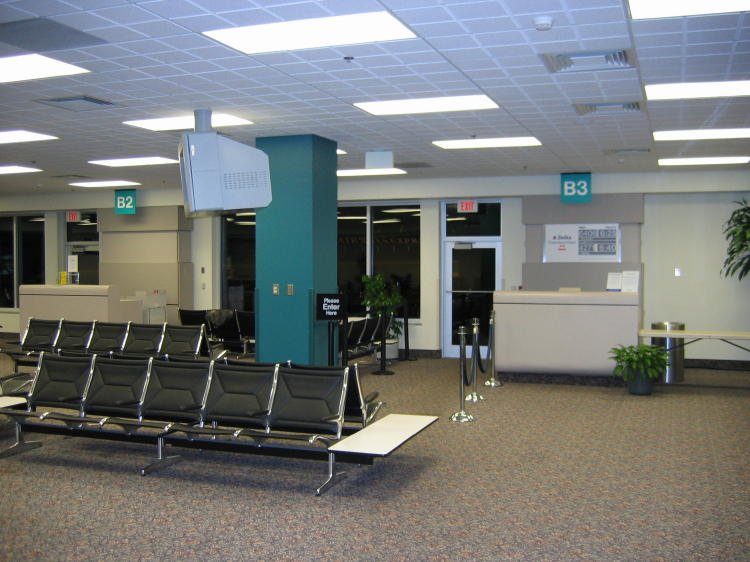
بوابات B2 و B3 في مطار أشفيل الإقليمي
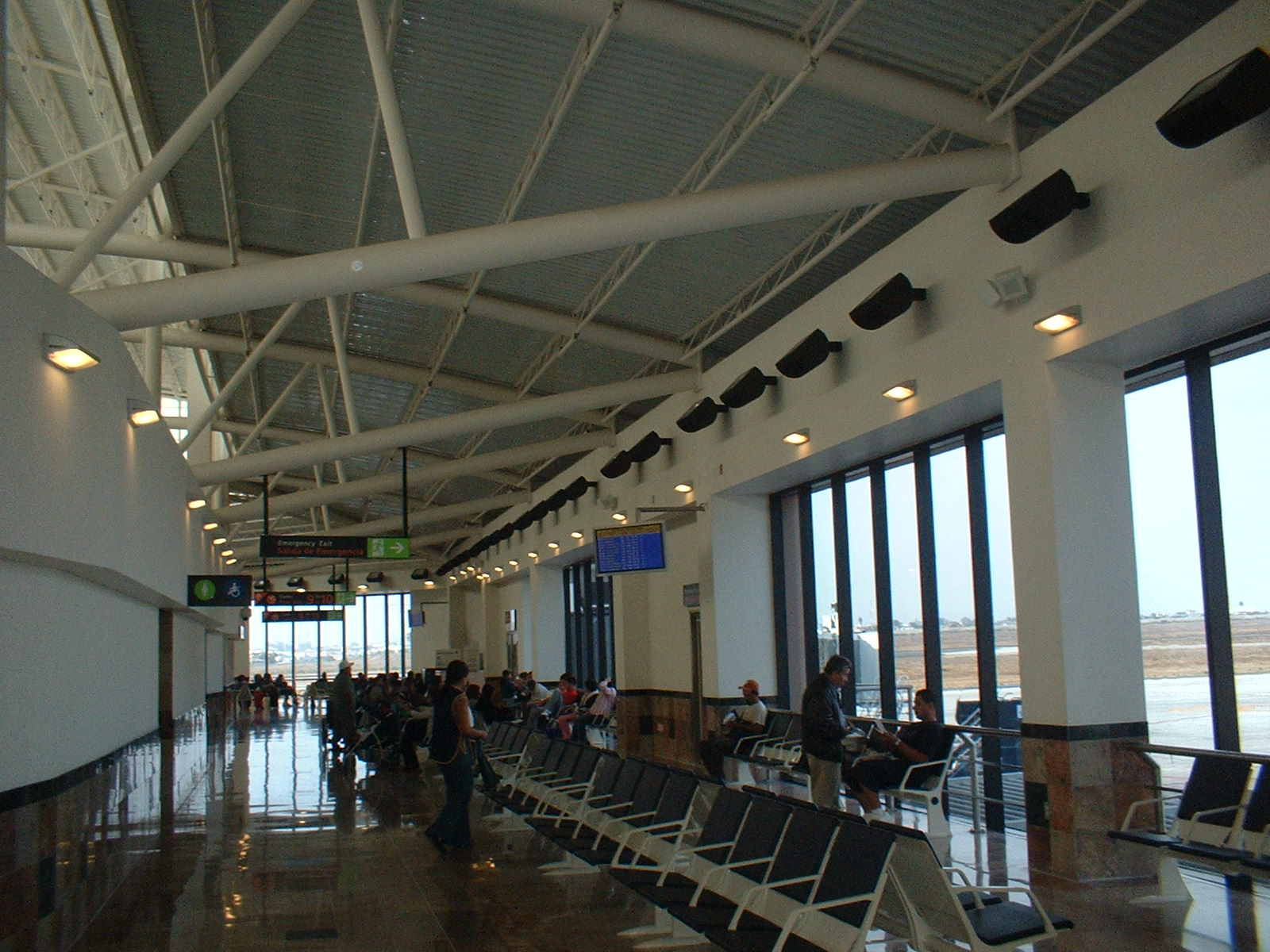
بوابات في مطار تيخوانا الدولي
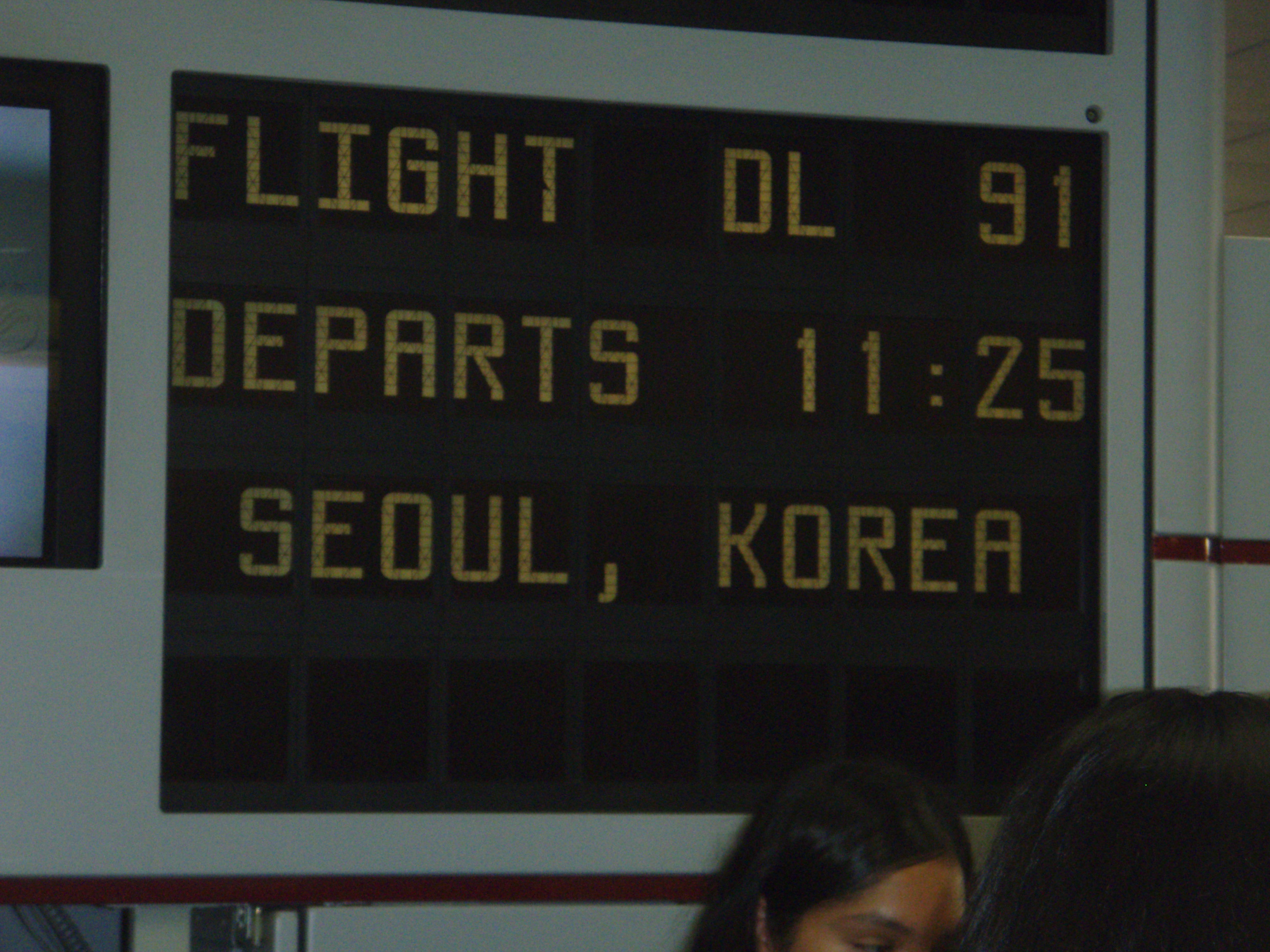
قم بتسجيل الدخول عند البوابة E14 في المبنى E في مطار هارتسفيلد-جاكسون أتلانتا الدولي
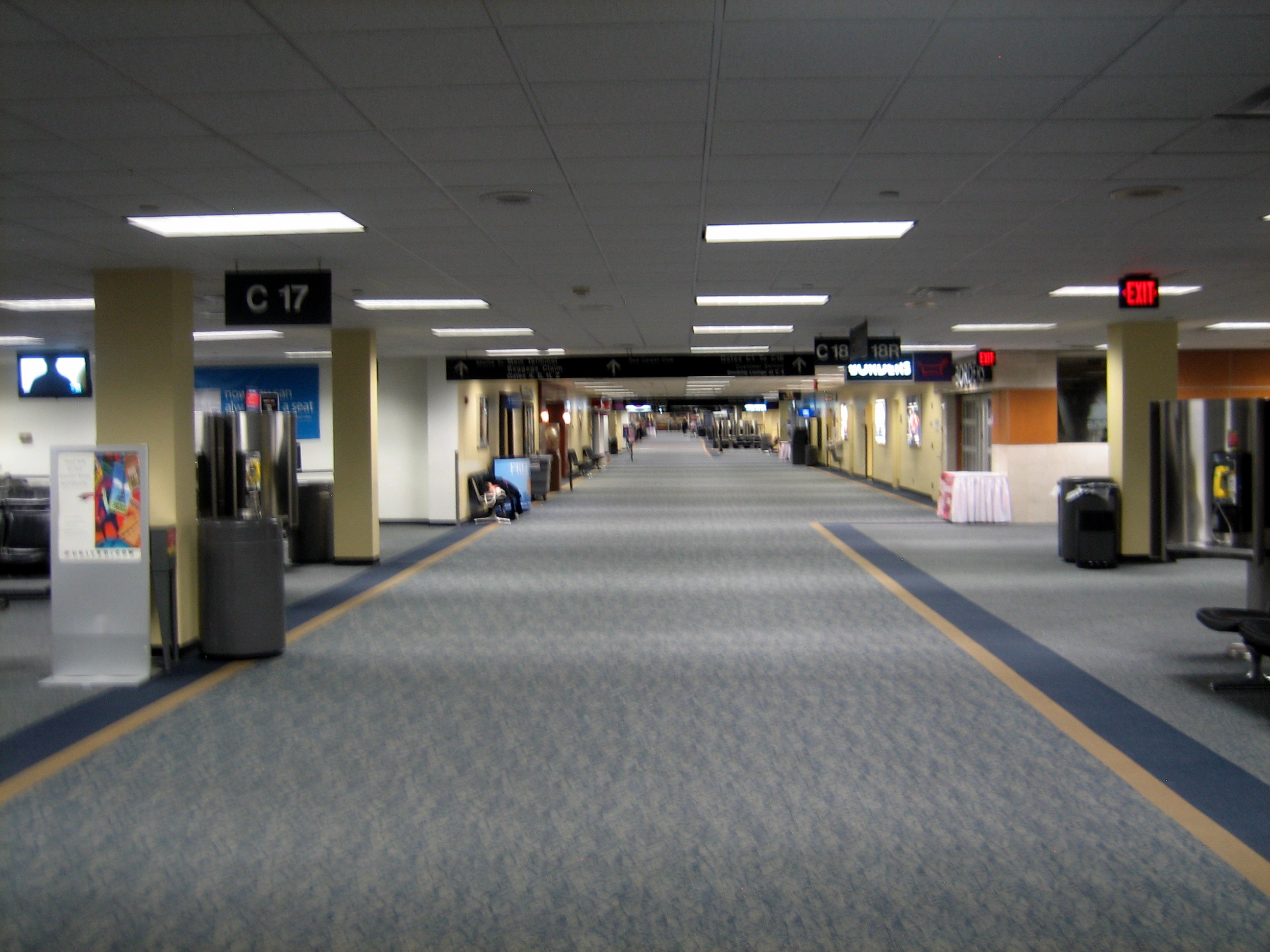
بوابات في الكونكورس C بمطار واشنطن دالاس الدولي
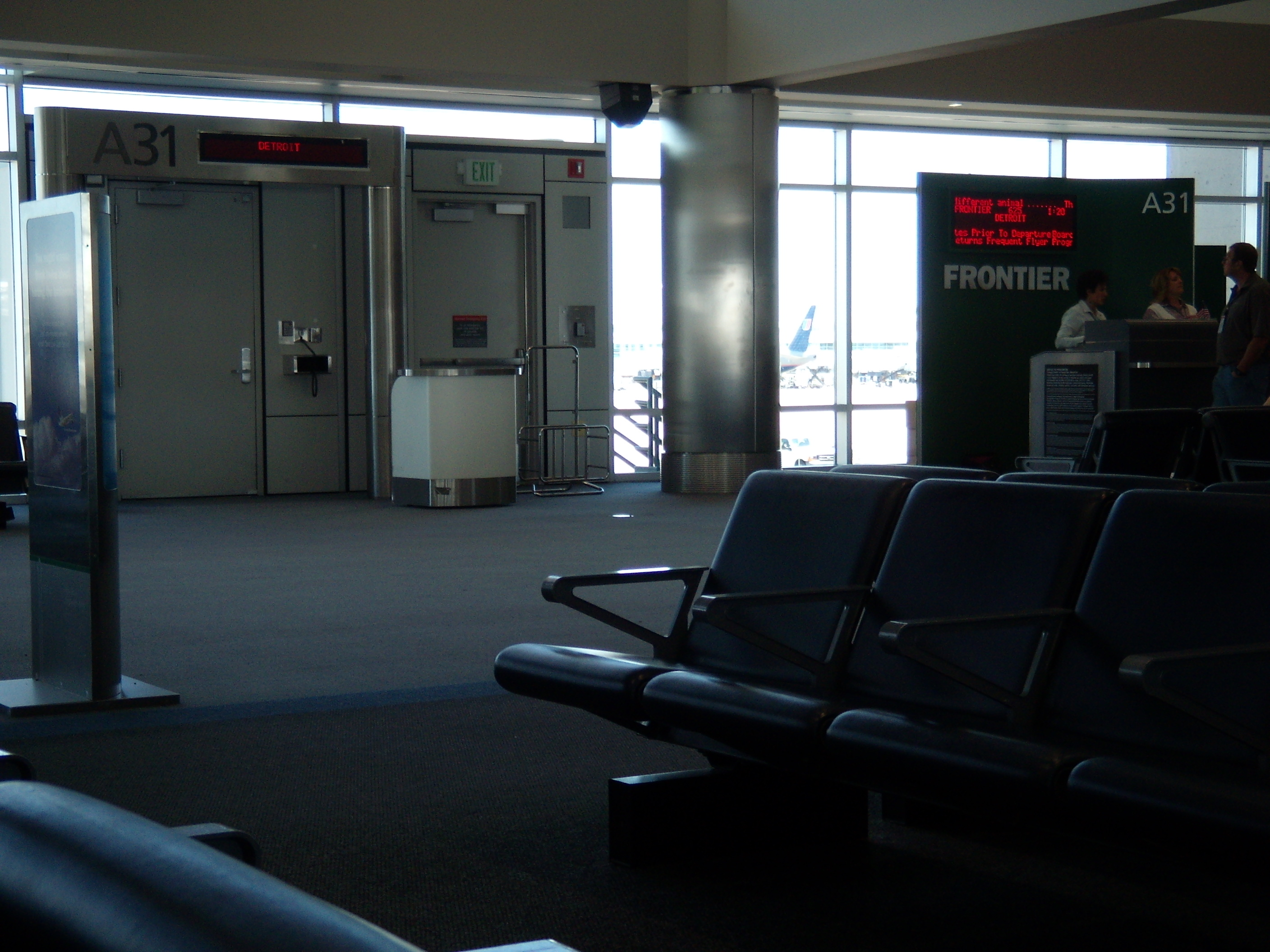
بوابة الخطوط الجوية الحدودية A31 في الكونكورس A [[مطار دنفر الدولي|بمطار
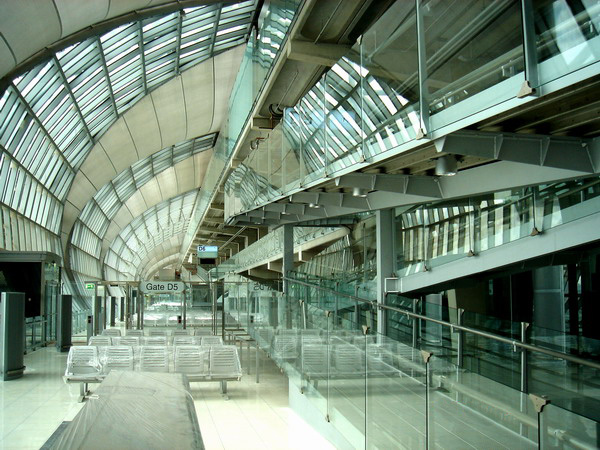
البوابة D5 في الكونكورس D في مطار سوفارنابومي في بانكوك بتايلاند
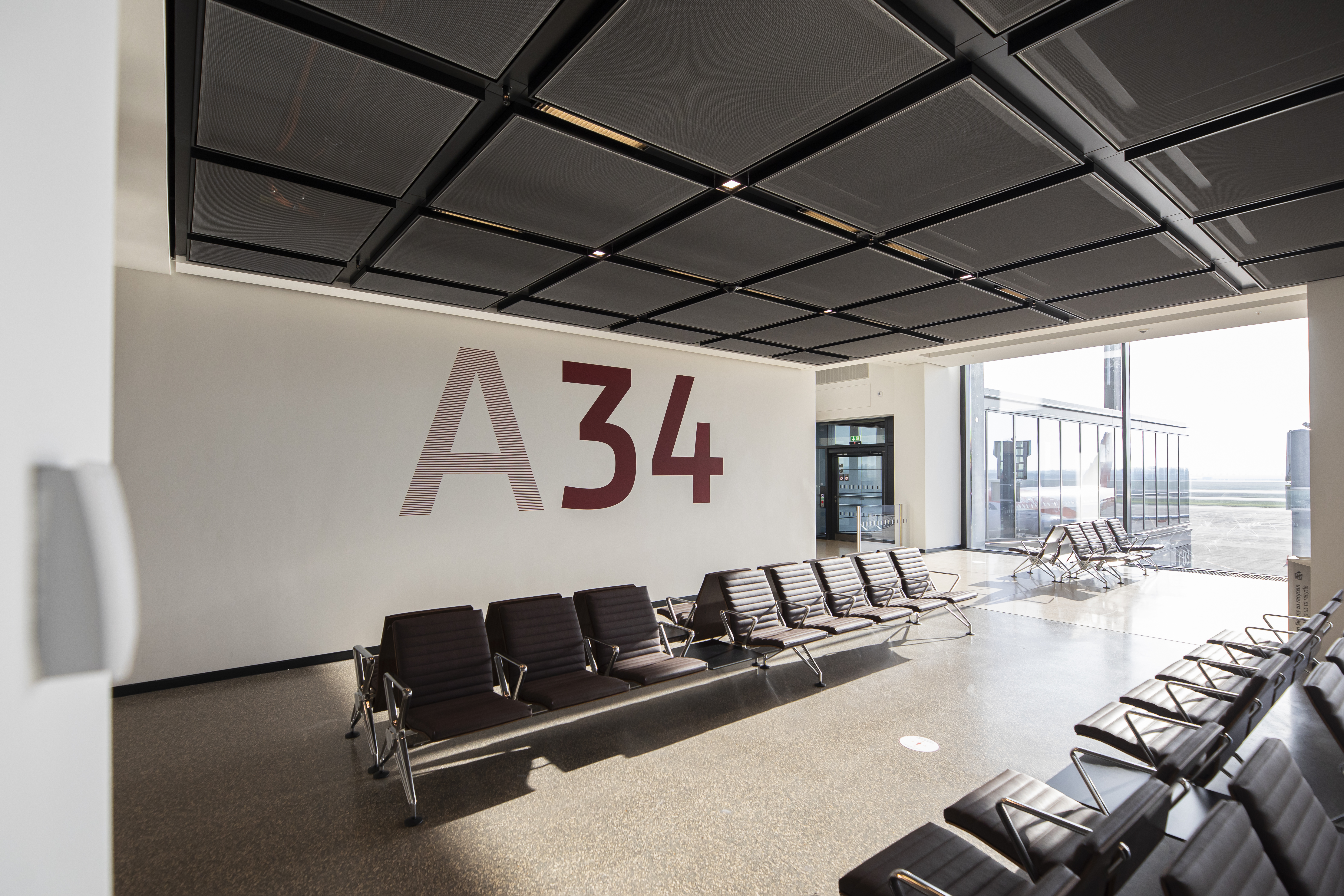
بوابة A34 في مطار برلين براندنبورغ
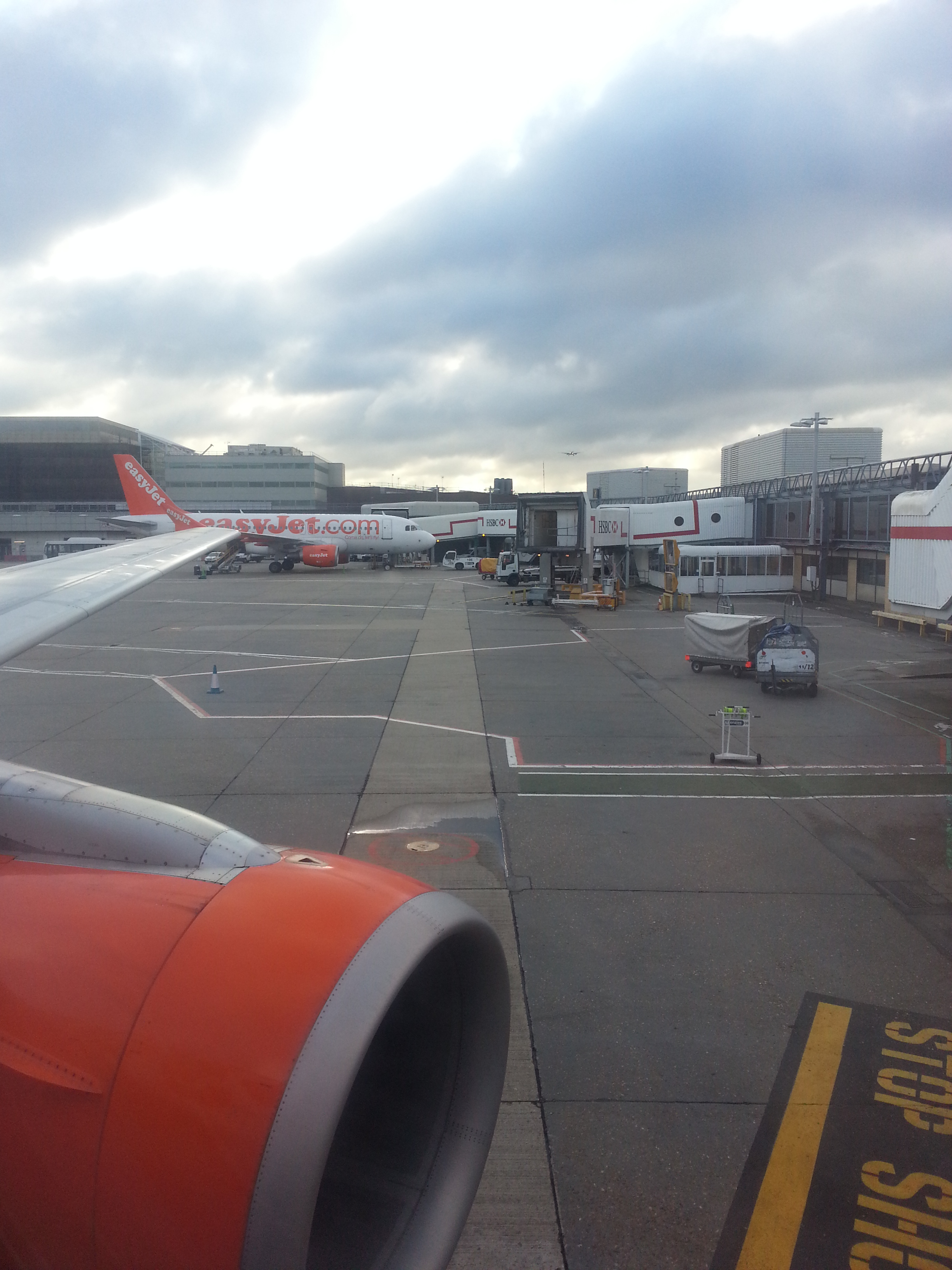
إيزي جيت عند البوابة، في مطار جاتويك